# 布宜诺斯艾利斯方尖碑
布宜诺斯艾利斯方尖碑（西班牙语：Obelisco de Buenos Aires）是阿根廷布宜诺斯艾利斯的地标，位于科连特斯大道和七月九日大道交汇处的共和国广场，1936年为庆祝布宜诺斯艾利斯建城400周年而建，高71.5米。
布宜诺斯艾利斯方尖碑原为白色。2005年11月1日完成修复，涂上了“巴黎石”色调的涂料。

## 历史
方尖碑所在的地方原本是圣尼古拉斯·德·巴里的教堂，并且计划拆除，以建造七九大道。在1812年，这座教堂的塔中，阿根廷国旗被首次正式悬挂在布宜诺斯艾利斯。这件事被记载在方尖碑北侧的铭文之一。
方尖碑的建造工作是由德国的GEOPÉ集团-Siemens Bauunion-Grün＆Bilfinger进行，该项目在31天时间内完成了工作并创纪录，工程雇用了157名工人。为了最大程度地节省时间，使用快硬水泥，并分区建造，以方便浇筑混凝土。建筑耗资200,000阿根廷比索，使用了科尔多瓦省潘帕德奥兰共680立方米的水泥和1,360平方米的白石。
布宜诺斯地铁B线的铺设有利于纪念碑的建造，因为它有助于在隧道上铺设地基，从而形成了混凝土地基。意大利工人约瑟·科森蒂诺（José Cosentino）在施工过程掉入了穹顶中并去世。
方尖碑经常被用作各种游行示威的聚会地点，也还包括环绕其的七九大道和科连特斯大道，这一事实与五月广场相似。
在1987年，它被栅栏包围，以防止墙壁上被刻铭文。

## 艺术与纪念性事件
在1973年12月，它被装饰成圣诞树。
2005年12月1日，方尖碑覆盖了一个巨大的粉红色“避孕套”，以纪念世界艾滋病日。
为了纪念铅笔之夜30周年，方尖碑变成一支巨大的铅笔。
| 2005年12月1日    | 2007年9月20日          | 2010年5月23日    |
| ---------------- | ---------------------- | ---------------- |
| December 1, 2005 | September 20, 2007     | May 23, 2010     |
| 避孕套           | 覆盖阿根廷和德国的颜色 | 阿根廷两百年庆典 |

在2007年9月20日，为了纪念阿根廷和德国之间的150年两边关系，在白天方尖碑被覆盖了60平方米的画布，上面布满阿根廷和德国的国旗颜色。此外，德国大使馆和该国支持庆典的公司（安联，欧司朗和西门子）捐赠了一套新的互补照明系统。

### 2018年夏季青年奥林匹克运动会
方尖碑是2018年夏季青年奥林匹克运动会的主要舞台。然后，国际奥委会的权威人士发表演说，最终在方尖碑旁点燃圣火。